# Campionat del món de ciclocròs sub-23 masculí
El Campionat del món de ciclocròs sub-23 masculí és una de les curses ciclistes que formen part dels Campionats del món de ciclocròs. La cursa és organitzada per la Unió Ciclista Internacional i es disputa anualment en un país diferent al final de la temporada de ciclocròs, a la fi de gener. La primera edició data del 1996 i està reservada a ciclistes amb edats de 19 a 22 anys. El guanyador de la prova obté el mallot irisat que ostenta durant l'any següent al campionat en totes les competicions en què pren part.

## Palmarès
| Any  | Or                     | Plata                  | Bronze                  |
| 1996 | Miguel Martinez        | Patrick Blum           | Zdeněk Mlynář           |
| 1997 | Sven Nys               | Bart Wellens           | Christophe Morel        |
| 1998 | Sven Nys               | Bart Wellens           | Petr Dlask              |
| 1999 | Bart Wellens           | Tom Vannoppen          | Timothy Johnson         |
| 2000 | Bart Wellens           | Tom Vannoppen          | Davy Commeyne           |
| 2001 | Sven Vanthourenhout    | Tomas Trunschka        | David Kasek             |
| 2002 | Thijs Verhagen         | Davy Commeyne          | Tomas Trunschka         |
| 2003 | Enrico Franzoi         | Wesley Van Der Linden  | Thijs Verhagen          |
| 2004 | Kevin Pauwels          | Mariusz Gil            | Martin Zlámalík         |
| 2005 | Zdeněk Štybar          | Radomír Šimůnek jr.    | Simon Zahner            |
| 2006 | Zdeněk Štybar          | Lars Boom              | Niels Albert            |
| 2007 | Lars Boom              | Niels Albert           | Romain Villa            |
| 2008 | Niels Albert           | Aurélien Duval         | Cristian Cominelli      |
| 2009 | Philipp Walsleben      | Christoph Pfingsten    | Paweł Szczepaniak       |
| 2010 | Arnaud Jouffroy        | Tom Meeusen            | Marek Konwa             |
| 2011 | Lars van der Haar      | Mike Teunissen         | Karel Hník              |
| 2012 | Lars van der Haar      | Wietse Bosmans         | Michiel van der Heijden |
| 2013 | Mike Teunissen         | Wietse Bosmans         | Wout Van Aert           |
| 2014 | Wout Van Aert          | Michael Vanthourenhout | Mathieu van der Poel    |
| 2015 | Michael Vanthourenhout | Laurens Sweeck         | Stan Godrie             |
| 2016 | Eli Iserbyt            | Adam Toupalik          | Quinten Hermans         |
| 2017 | Joris Nieuwenhuis      | Felipe Orts            | Sieben Wouters          |
| 2018 | Eli Iserbyt            | Joris Nieuwenhuis      | Yan Gras                |
| 2019 | Tom Pidcock            | Eli Iserbyt            | Antoine Benoist         |
| 2020 | Ryan Kamp              | Kevin Kuhn             | Mees Hendrikx           |
| 2021 | Pim Ronhaar            | Ryan Kamp              | Timo Kielich            |
| 2022 | Joran Wyseure          | Emiel Verstrynge       | Thibau Nys              |
| 2023 | Thibau Nys             | Tibor Del Grosso       | Witse Meeussen          |
| 2024 | Tibor Del Grosso       | Emiel Verstrynge       | Jente Michels           |
| 2025 | Tibor Del Grosso       | Kay De Bruyckere       | Jente Michels           |

## Medaller
| Posició | País          | Or | Plata | Bronze | Total |
| 1       | Bèlgica       | 13 | 16    | 9      | 38    |
| 2       | Països Baixos | 10 | 5     | 6      | 21    |
| 3       | Txèquia       | 2  | 3     | 6      | 11    |
| 4       | França        | 2  | 1     | 4      | 7     |
| 5       | Alemanya      | 1  | 1     | 0      | 2     |
| 6       | Itàlia        | 1  | 0     | 1      | 2     |
| 7       | Regne Unit    | 1  | 0     | 0      | 1     |
| 8       | Suïssa        | 0  | 2     | 1      | 3     |
| 9       | Polònia       | 0  | 1     | 2      | 3     |
| 10      | Espanya       | 0  | 1     | 0      | 1     |
| 11      | Estats Units  | 0  | 0     | 1      | 1     |